# Щебрешин (гміна)
Гміна Щебрешин (пол. Gmina Szczebrzeszyn) — місько-сільська гміна у східній Польщі. Належить до Замойського повіту Люблінського воєводства.
Станом на 31 грудня 2011 у гміні проживало 11796 осіб.

## Площа
Згідно з даними за 2007 рік площа гміни становила 123.16 км², у тому числі:
- орні землі: 71.00%
- ліси: 21.00%

Таким чином, площа гміни становить 6.58% площі повіту.

## Населення
Станом на 31 грудня 2011:
| Опис     | Загалом | Загалом | Чоловіки | Чоловіки | Жінки | Жінки |
| -------- | ------- | ------- | -------- | -------- | ----- | ----- |
| одиниця  | осіб    | %       | осіб     | %        | осіб  | %     |
| все      | 11796   | 100     | 5712     | 48.42    | 6084  | 51.58 |
| міське   | 5293    | 100     | 2508     | 47.38    | 2785  | 52.62 |
| сільське | 6503    | 100     | 3204     | 49.27    | 3299  | 50.73 |

## Сусідні гміни
Гміна Щебрешин межує з такими гмінами: Неліш, Радечниця, Сулув, Замосць, Звежинець.